# Politices master
Politices master, pol.master., är en variant av den svenska generella masterexamen, med statsvetenskap eller offentlig förvaltning som huvudområde.
Utbildningen omfattar 120 hp varav minst 60 hp i statsvetenskap och fordrar en tidigare kandidatexamen om 180 hp innebärande en totalpoäng på 300 hp för att erhålla examen.
Särskilda pol.master-program finns vid de flesta universitet i Sverige, bland annat Mittuniversitetet, Umeå universitet, Uppsala universitet, Lunds universitet, Linnéuniversitetet, Göteborgs universitet, Linköpings universitet och Stockholms universitet.

## Historik
Namnet politices master kommer från politices som är en genitivform bildad av latinets politice och politica betydande statslära samt master som är engelska för mästare. Därav lyder examenstiteln på svenska ungefär statslärans mästare. Examen infördes i Sverige den 1 juli 2007. Programmet pol.master är en del av de nya masterprogrammen som instiftades i samband med Bolognaprocessen.